# Pseudomiza amydra
Pseudomiza amydra är en fjärilsart som beskrevs av Eugen Wehrli 1940. Pseudomiza amydra ingår i släktet Pseudomiza och familjen mätare. Inga underarter finns listade.